# Moritz Smoler
Moritz Smoler, Mořic Smoler, (* 15. Oktober 1833 in Petrkov, Böhmen; † 25. Mai 1888 in Prag) war ein böhmischer Mediziner (Innere Medizin) und Psychiater.
Smoler war der Sohn eines Försters und studierte in Prag Medizin mit dem Abschluss 1857 (Dr. med.,Dr. chir.,Magister der Geburtshilfe). Er war zwei Jahre Sekundararzt an der Prager Irrenanstalt, acht Monate Schiffsarzt und ab 1859 Assistent an der 2. medizinischen Klinik der Universität Prag. 1864 habilitierte er sich in innerer Medizin und 1865 wurde er Direktor der Prager Irrenanstalt, wie die psychiatrische Klinik damals genannt wurde. 1875 versuchte er vergeblich eine Lehrbefugnis für Gerichtspsychiatrie zu erhalten. 1878 bis 1884 war er Direktor des Allgemeinen Krankenhauses in Prag. 1884 wurde er Mitglied des Landessanitätsrats, dessen Vorsitzender er 1887 wurde. Außerdem war er 1884 bis 1888 Landessanitätsreferent und er war auch Mitglied des Prager Sanitätsrats. Seine Bemühungen, 1883 Professor für Psychiatrie an der neu gegründeten tschechischen medizinischen Fakultät zu werden, zerschlugen sich.
Er befasste sich zunächst mit innerer Medizin (Temperaturmessung von Patienten, kutane Analgesie, Hyperoxalurie), später mit Psychiatrie und speziell Neuropsychiatrie und den hygienischen Verhältnissen in und der Organisation von  psychiatrischen Kliniken. So ging die Gründung der psychiatrischen Klinik in Dobrzan auf ihn zurück.
Er war einer der Gründer des Vereins böhmischer Ärzte.